# Ptilodactyla
Ptilodactyla is een geslacht van kevers uit de familie Ptilodactylidae. De wetenschappelijke naam van het geslacht is voor het eerst geldig gepubliceerd in 1807 door Johann Karl Wilhelm Illiger.
De kevers zijn meestal licht- tot donkerbruin en hebben een langwerpige vorm, 3 tot 6 mm lang. Ze leven in of nabij drasland.

## Soorten
Ptilodactyla is een groot geslacht. De meeste soorten komen voor in de Nieuwe Wereld, vooral in Centraal- en Zuid-Amerika; slechts enkele soorten uit Azië en Noord-Amerika zijn beschreven. Deze lijst van 367 stuks is mogelijk niet compleet:
- P. acuta (Johnson & Freytag, 1978)
- P. aequinoctialis (Champion, 1897)
- P. africana (Pic, 1942)
- P. amamioshimana (Nakane, 1963)
- P. amazonica (Pic, 1947)
- P. andrewsi (Bourgeois, 1896)
- P. angusta (Kirsch, 1874)
- P. angustata (Pic, 1929)
- P. angustatipennis (Pic, 1916)
- P. annulata (Pic, 1924)
- P. annulicornis (Chevrolat, 1870)
- P. antennalis (Champion, 1897)
- P. antillarum (Champion, 1897)
- P. apicalis (Pic, 1929)
- P. apicenigra (Pic, 1947)
- P. apicicornis (Pic, 1916)
- P. ardua (Satô, 1979)
- P. atra (Laporte, 1836)
- P. atricolor (Pic, 1947)
- P. atricollis (Pic, 1917)
- P. atricornis (Pic, 1924)
- P. atrosuturalis (Pic, 1916)
- P. australis (Bourgeois, 1884)
- P. baeri (Pic, 1916)
- P. bakeri (Pic, 1923)
- P. banatama (Delève, 1972)
- P. baroniurbanii (Satô, 1979)
- P. basicornis (Fairmaire, 1901)
- P. benhana (Pic, 1929)
- P. bhutanica (Satô, 1979)
- P. bicolor (Pic, 1925)
- P. bicoloriceps (Pic, 1923)
- P. bogorensis (Pic, 1916)
- P. bogotensis (Pic, 1916)
- P. borneensis (Pic, 1916)
- P. boucardi (Pic, 1923)
- P. brancuccii (Satô, 1979)
- P. bremensis (Pic, 1947)
- P. breveimpressa (Pic, 1923)
- P. brevenotata (Pic, 1947)
- P. brevepennis (Pic, 1916)
- P. brevepubens (Pic, 1947)
- P. brevicollis (Champion, 1897)
- P. brevipubescens (Delève, 1972)
- P. breviramus (Pic, 1924)
- P. breviscutus (Champion, 1897)
- P. bruneiensis (Pic, 1924)
- P. brunneipennis (Pic, 1923)
- P. brunneomarginata (Pic, 1924)
- P. brunneonotata (Pic, 1916)
- P. burgeoni (Pic, 1934)
- P. calcuttana (Pic, 1924)
- P. calwelli (Pic, 1934)
- P. canaliculata (Champion, 1897)
- P. caracaensis (Pic, 1947)
- P. carbonaria (Chevrolat, 1870)
- P. carinata (Johnson & Freytag, 1978)
- P. castanea (Laporte, 1836)
- P. castaneonotata (Pic, 1924)
- P. catharinae (Pic, 1947)
- P. caudata (Champion, 1897)
- P. celebensis (Pic, 1916)
- P. cisteloides (Kirsch, 1874)
- P. compressa (Pic, 1947)
- P. confinis (Champion, 1897)
- P. confusa (Delève, 1972)
- P. conradti (Pic, 1947)
- P. convexa (Champion, 1897)
- P. convexicollis (Champion, 1897)
- P. corporaeli (Pic, 1923)
- P. corvina (Champion, 1897)
- P. costaricana (Pic, 1947)
- P. costaricensis (Champion, 1897)
- P. costata (Pic, 1923)
- P. crenuatostriata (Redtenbacher, 1868)
- P. cruciata (Kirsch, 1866)
- P. cucullata (Champion, 1897)
- P. curta (Pic, 1923)
- P. curtipennis (Pic, 1923)
- P. curtiramos (Pic, 1929)
- P. chiriquensis (Champion, 1897)
- P. chujoi (Nakane, 1991)
- P. daemoniformis (Pic, 1917)
- P. dascilliformis (Pic, 1923)
- P. debilis (Champion, 1897)
- P. decumana (Erichson, 1847)
- P. deleta (Champion, 1897)
- P. densepunctata (Pic, 1923)
- P. dentaticornis (Pic, 1924)
- P. denticollis (Champion, 1897)
- P. denticulata (Champion, 1897)
- P. deplanata (Champion, 1897)
- P. dermestoides (Pic, 1923)
- P. dilatata (Pic, 1929)
- P. dilaticollis (Champion, 1897)
- P. dilatithorax (Pic, 1947)
- P. discedens (Delève, 1972)
- P. discicollis (Pic, 1930)
- P. discoidalis (Pic, 1924)
- P. diversa (Pic, 1924)
- P. diversecostata (Pic, 1935)
- P. diversepunctata (Pic, 1924)
- P. diversipubens (Pic, 1924)
- P. dohertyi (Pic, 1916)
- P. donkieri (Pic, 1913)
- P. ebinina (Champion, 1897)
- P. elongata (Laporte, 1836)
- P. emarginata (Chevrolat, 1870)
- P. equilobata (Chapin, 1927)
- P. exotica (Chapin, 1927)
- P. favrei (Pic, 1924)
- P. ferruginea (Boheman, 1858)
- P. forcipata (Champion, 1897)
- P. formosana (Nakane, 1996)
- P. forteimpressa (Pic, 1947)
- P. forticornis (Champion, 1897)
- P. fruhstorferi (Pic, 1947)
- P. fryi (Pic, 1924)
- P. furcata (Pic, 1954)
- P. fuscicornis (Champion, 1897)
- P. germaini (Pic, 1916)
- P. germana (Champion, 1897)
- P. gibbicollis (Champion, 1897)
- P. glabrata (Champion, 1897)
- P. godavarensis (Satô, 1979)
- P. gorhami (Pic, 1924)
- P. gounelli (Pic, 1947)
- P. gracilicornis (Delève, 1972)
- P. gracilis (Champion, 1897)
- P. granulata (Pic, 1917)
- P. granulicollis (Champion, 1897)
- P. griseosuturalis (Pic, 1930)
- P. griseoundulata (Pic, 1928)
- P. guadalupensis (Legros, 1947)
- P. guatemalensis (Champion, 1897)
- P. heteropha (Kirsch, 1873)
- P. hickeri (Pic, 1947)
- P. hirsuta (Pic, 1923)
- P. hulstaerti (Pic, 1952)
- P. humeralifer (Pic, 1928)
- P. humeralis (Motschulsky, 1863)
- P. humeridens (Pic, 1947)
- P. humerosa (Champion, 1897)
- P. hyperglotta (Johnson & Freytag, 1982)
- P. impressa (Pic, 1924)
- P. impressicollis (Pic, 1916)
- P. incisa (Pic, 1924)
- P. inhirsuta (Pic, 1923)
- P. inlateralis (Pic, 1924)
- P. instriata (Pic, 1916)
- P. integra (Champion, 1897)
- P. invittata (Pic, 1926)
- P. irregularis (Pic, 1928)
- P. ishigakiana (Satô, 1968)
- P. isoloba (Johnson & Freytag, 1982)
- P. jiriensis (Satô, 1979)
- P. jokoensis (Pic, 1931)
- P. klapperichi (Pic, 1954)
- P. lacorderei (Laporte, 1836)
- P. lajoyei (Pic, 1917)
- P. lamellifera (Kirsch, 1873)
- P. laoensis (Pic, 1926)
- P. lata (Pic, 1926)
- P. lateralis (Pic, 1923)
- P. laticollis (Pic, 1923)
- P. latior (Pic, 1923)
- P. latithorax (Pic, 1924)
- P. leopoldi (Pic, 1952)
- P. leroyi (Pic, 1952)
- P. longicornis (Pic, 1924)
- P. longiramus (Pic, 1924)
- P. lovasatoi (Pic, 1947)
- P. lutea (Pic, 1946)
- P. luteipes (Pic, 1924)
- P. luteitarsus (Pic, 1947)
- P. lutescens (Champion, 1897)
- P. luzonica (Pic, 1924)
- P. macrophtalma (Legros, 1947)
- P. macrophthalma (Nakane, 1963)
- P. maculata (Champion, 1897)
- P. madecassus (Pic, 1913)
- P. madurensis (Pic, 1917)
- P. maindroni (Pic, 1924)
- P. malabarensis (Pic, 1938)
- P. malaccana (Pic, 1923)
- P. manuanesis (Delève, 1972)

- P. marcida (Champion, 1897)
- P. marginata (Champion, 1897)
- P. martapurana (Pic, 1916)
- P. maxima (Pic, 1924)
- P. medanensis (Pic, 1917)
- P. mexicana (Champion, 1897)
- P. militaris (Chevrolat, 1870)
- P. minacensis (Pic, 1947)
- P. minima (Pic, 1924)
- P. miniscula (Pic, 1923)
- P. minor (Pic, 1924)
- P. minuta (Kirsch, 1873)
- P. miscella (Satô, 1979)
- P. modesta (Pic, 1924)
- P. modiglianii (Pic, 1924)
- P. montana (Champion, 1897)
- P. monticola (Champion, 1897)
- P. mrazai (Pic, 1928)
- P. multicostata (Pic, 1947)
- P. multifaria (Satô, 1979)
- P. multiimpressa (Pic, 1947)
- P. mussauiana (Delève, 1972)
- P. nanoderma (Johnson & Freytag, 1982)
- P. nigra (Kirsch, 1873)
- P. nigricornis (Champion, 1897)
- P. nigronotata (Pic, 1916)
- P. nitens (Laporte, 1836)
- P. nitida (DeGeer, 1775)
- P. nitidissima (Pic, 1927)
- P. nitidissimus (Pic, 1914)
- P. nitidor (Pic, 1916)
- P. nodieri (Pic, 1947)
- P. notata (Pic, 1929)
- P. notaticollis (Pic, 1923)
- P. novabritannica (Delève, 1972)
- P. novahibernica (Delève, 1972)
- P. obesa (Erichson, 1847)
- P. obliquefasciata (Pic, 1947)
- P. obovata (Champion, 1897)
- P. obscura (Kirsch, 1873)
- P. obscuriceps (Pic, 1923)
- P. obscuricollis (Pic, 1923)
- P. ocularis (Pic, 1916)
- P. omospila (Kirsch, 1873)
- P. opacicollis (Pic, 1924)
- P. opacithorax (Pic, 1923)
- P. opima (Champion, 1897)
- P. ornata (Laporte, 1836)
- P. ovalis (Delève, 1972)
- P. pallescens (Champion, 1897)
- P. pallida (Steinheil, 1874)
- P. pallidicolor (Pic, 1923)
- P. pallidior (Pic, 1929)
- P. pallidipes (Pic, 1916)
- P. pallidomarginata (Pic, 1924)
- P. pallipes (Fairmaire, 1896)
- P. parallela (Champion, 1897)
- P. paranana (Pic, 1928)
- P. particularicornis (Pic, 1924)
- P. parviscuta (Champion, 1897)
- P. pauli (Pic, 1924)
- P. pendleburyi (Pic, 1934)
- P. peruviana (Pic, 1923)
- P. peruviensis (Pic, 1947)
- P. pinigisana (Delève, 1972)
- P. planatipennis (Delève, 1972)
- P. praecellens (Kirsch, 1874)
- P. prescutellaris (Pic, 1952)
- P. probanda (Kirsch, 1873)
- P. pruinosa (Champion, 1897)
- P. puberula (Pic, 1928)
- P. pubescens (Pic, 1923)
- P. punctatostriata (Murray, 1868)
- P. punosa (Pic, 1947)
- P. ramea (Lewis, 1895)
- P. ramicornis (Chevrolat, 1870)
- P. rectiramus (Pic, 1929)
- P. reducta (Delève, 1972)
- P. reitteri (Pic, 1924)
- P. robusta (Pic, 1917)
- P. roonensis (Pic, 1924)
- P. rotundicollis (Pic, 1952)
- P. rouyeri (Pic, 1917)
- P. rubricollis (Pic, 1952)
- P. rufa (Champion, 1897)
- P. rufescens (Pic, 1947)
- P. ruficeps (Pic, 1952)
- P. ruficolor (Pic, 1916)
- P. rufipennis (Pic, 1916)
- P. rufipes (Pic, 1924)
- P. rufithorax (Pic, 1917)
- P. rufocincta (Pic, 1916)
- P. rufohumeralis (Pic, 1924)
- P. rufonotata (Pic, 1923)
- P. rufosuturalis (Pic, 1924)
- P. rufotestacea (Champion, 1897)
- P. rufula (Pic, 1947)
- P. rugulosa (Champion, 1897)
- P. saigonensis (Pic, 1929)
- P. salti (Pic, 1953)
- P. sallei (Pic, 1924)
- P. sanctisvincentis (Champion, 1897)
- P. sangirensis (Pic, 1924)
- P. sapitensis (Pic, 1924)
- P. satoi (Stribling, 2006)
- P. scabrosa (Champion, 1923)
- P. scapularis (Champion, 1897)
- P. scrutata (Kirsch, 1866)
- P. scutata (Champion, 1897)
- P. scutellaris (Kirsch, 1873)
- P. secedens (Kirsch, 1873)
- P. semiobscura (Pic, 1923)
- P. sericea (Laporte, 1836)
- P. serrata (Champion, 1897)
- P. serricollis (Say, 1823)
- P. sexualis (Deleve, 1972)
- P. simplex (Chevrolat, 1870)
- P. simulans (Kirsch, 1873)
- P. sinensis (Pic, 1923)
- P. solidicornis (Delève, 1972)
- P. sparsepunctata (Pic, 1916)
- P. strangulata (Pic, 1928)
- P. striata (Pic, 1930)
- P. striatella (Delève, 1972)
- P. striatipennis (Pic, 1924)
- P. strictifrons (Delève, 1972)
- P. suapeinsis (Pic, 1947)
- P. subacuminata (Pic, 1916)
- P. subcastanea (Motschulsky, 1863)
- P. subconvexa (Pic, 1923)
- P. subdepressa (Pic, 1924)
- P. subelongata (Pic, 1924)
- P. subjunctus (Pic, 1953)
- P. submaculata (Champion, 1897)
- P. subovata (Pic, 1924)
- P. subparallela (Champion, 1897)
- P. substriata (Champion, 1897)
- P. substriatipennis (Pic, 1928)
- P. subvittata (Pic, 1924)
- P. sulcata (Champion, 1897)
- P. suturalifer (Pic, 1929)
- P. suturalis (Pic, 1916)
- P. tabascoana (Champion, 1897)
- P. takahashii (Satô, 1968)
- P. tangana (Pic, 1914)
- P. tenanarivana (Pic, 1925)
- P. tenuipunctata (Delève, 1972)
- P. tenuis (Champion, 1897)
- P. testaceicollis (Pic, 1916)
- P. testaceicornis (Pic, 1924)
- P. testaceimembris (Pic, 1924)
- P. testaceipes (Pic, 1924)
- P. testaceohumeralis (Pic, 1952)
- P. testaceonotata (Pic, 1924)
- P. texana (Schaeffer, 1906)
- P. theresae (Pic, 1947)
- P. thoracica (Laporte, 1840)
- P. toliana (Pic, 1924)
- P. tonkinea (Pic, 1916)
- P. transversicollis (Pic, 1923)
- P. tricoloricornis (Pic, 1923)
- P. triimpressa (Pic, 1924)
- P. trinotata (Lacordaire, 1857)
- P. tropicalis (Champion, 1897)
- P. truncata (Pic, 1928)
- P. truncaticollis (Pic, 1947)
- P. tucumana (Pic, 1928)
- P. turrialbana (Pic, 1947)
- P. ueleensis (Pic, 1952)
- P. undulata (Pic, 1924)
- P. varicornis (Champion, 1897)
- P. variegata (Kirsch, 1889)
- P. venusta (Delève, 1972)
- P. vicina (Pic, 1923)
- P. vilis (Kirsch, 1873)
- P. vittata (Pic, 1916)
- P. vuilleti (Pic, 1917)
- P. wagneri (Pic, 1924)
- P. waterstradti (Pic, 1924)
- P. wittei (Pic, 1950)
- P. wittmeri (Satô, 1979)